# Museum aan het Vrijthof

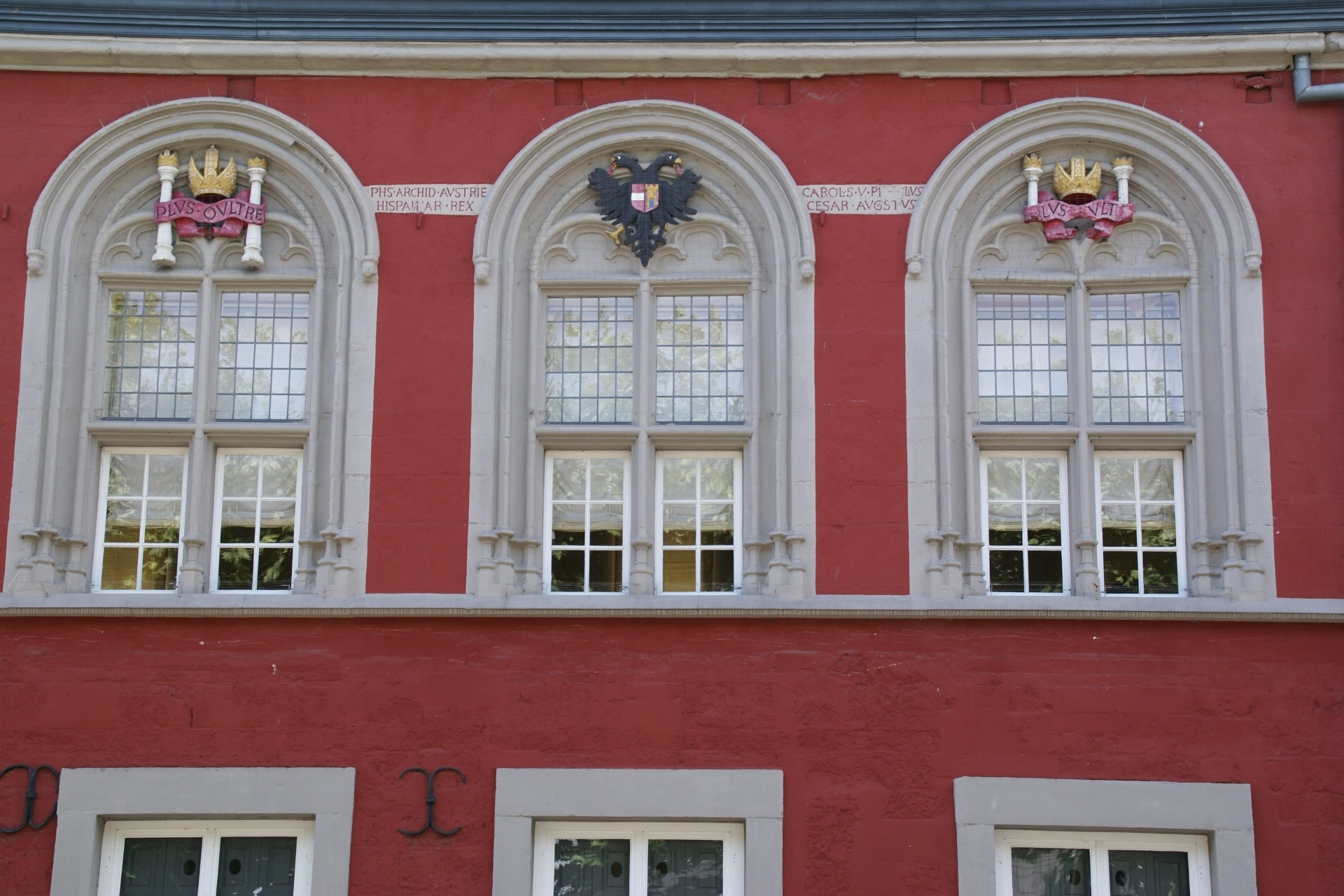
Ventanas góticas con lema de Carlos I

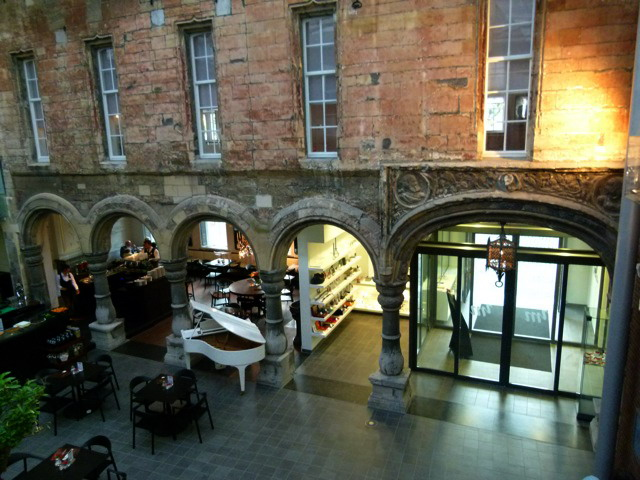
Arcada con medallones

El Museum aan het Vrijthof o Museo al Vrijthof (antes: "Museum Spaans Gouvernement", o "Museo del Gobierno Español") es un museo dedicado a la historia y la artesanía en Maastricht (Países Bajos).

## Historia del edificio
El museo se encuentra ubicado en un edificio conocido como el Palacio del gobierno español (también: Palacio del gobierno brabante) en la plaza principal de Maastricht, la Vrijthof. El edificio era originalmente parte del territorio eclesiástico del cabildo colegial de la basílica de San Servacio y fue construida probablemente por uno de los canónigos. En el siglo XVI la casa fue reconstruida y ampliada. El piso bajo era probablemente ciego con solamente una puerta en arcada. Las tres ventanas góticas de la primera planta son de este período. Dos de ellas llevan las columnas de Hércules con el lema de Carlos I de España: Plus Ultra. La ventana media lleva los símbolos de los Habsburgos: el águila bicéfala del Sacro Imperio Romano Germánico con el escudo de armas del emperador. 
También en esta época fue agregada en el lado del patio una arcada en el estilo del renacimiento liejés. Esta parte del edificio parece similar al patio del Palacio de los Príncipes-Obispos de Lieja. Un arco amplio da entrada al patio. El arco está decorado con medallones que muestran (probablemente) los retratos de Carlos I, de su esposa Isabel de Portugal y de su hijo Felipe II de España. Carlos I y Felipe II permanecieron aquí en varias ocasiones. Fue probablemente en este edificio donde Alejandro Farnesio, duque de Parma y gobernador de los Países Bajos, firmó la declaración que proclamó fuera de la ley a Guillermo de Orange, líder de la rebelión que desembocó en la Guerra de los Ochenta Años.
En los siglos XVIII y XIX, el interior del edificio fue completamente cambiado. En el exterior,  se añadieron unas ventanas a la fachada ciega. En 1923 una parte del edificio fue demolida y sustituida por una filial moderna del Banco de los Países Bajos (en la esquina de la calle Sint-Jacobstraat). En 1969-1973 y también en 2010-2012 fueron hechas restauraciones cuidadosas.

## El museo
En 1954, una pareja artística de La Haya, Frederik Wagner y Ambrosina de Wit, legaron su colección de arte a una fundación de la ciudad de Maastricht. Desde 1973 la colección de la pareja Wagner-De Wit se ha expuesto en lo que entonces se llamaba Museum Spaans Gouvernement. Un pabellón fue construido en el patio específicamente para contener los revestimientos de madera preciosos de una mansión del siglo XVIII. Algunos cuartos amueblados en el estilo Luis XVI liejés se utilizan para las funciones. En 2010-2012 el museo permaneció cerrado para una renovación y ampliación. Los trabajos incluyeron la restauración parcial de la fachada ciega original. La ampliación consistió en agregar un edificio vecino al espacio del museo, así como cubrir el patio con un techo de film alveolar. El museo ampliado es ahora casi tres veces más grande que el original. El museo abrió de nuevo en marzo de 2012.

## La colección
La colección permanente consiste en parte del legado de la pareja artística Wagner-De Wit. La colección original tenía obras de arte y artefactos de una amplia gama de períodos y regiones, algunos ahora desechados por el director actual. El énfasis en la colección estaba en la pintura holandesa y flamenca a partir del siglo XVII (Dirck van Baburen, Adriaen van de Venne, Cornelis van Poelenburgh, Johannes Lingelbach, Egbert van der Poel, Nicolaes Berchem, Jacques d'Arthois) y pinturas del Escuela de La Haya (Jozef Israëls, Jan Hendrik Weissenbruch, George Hendrik Breitner y los hermanos Jacob, Matthijs y Willem Maris). La colección Wagner-De Wit incluye también escultura medieva y renacentista, tapicerías y muebles de los siglos XVI-XVIII, objetos de vidrio y de cristal, monedas antiguas, y artefactos del Extremo Oriente. En los últimos años, la colección se ha ampliado para incluir objetos de plata de Maastricht de los siglos XVII y XVIII, pistolas de Maastricht y de Lieja de los siglos XVII-XIX, y pintura de Maastricht de 1880-1950. Desde 1997 el legado de la familia Bonhomme-Tielens forma parte de la colección del museo (principalmente relojes antiguos y plata de Maastricht).

## Galería de imágenes

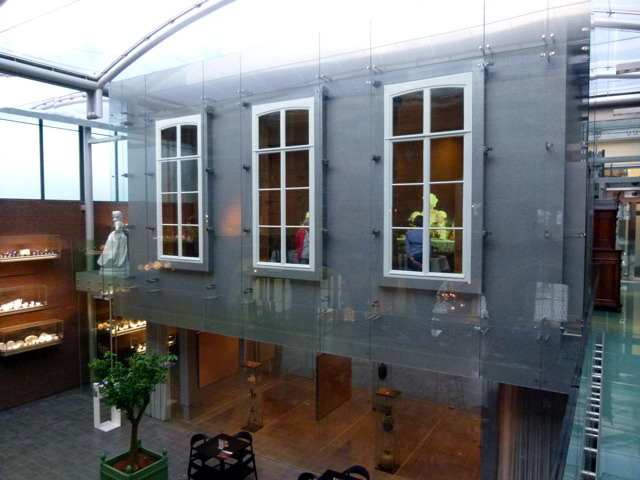
El patio con pavillon TEFAF
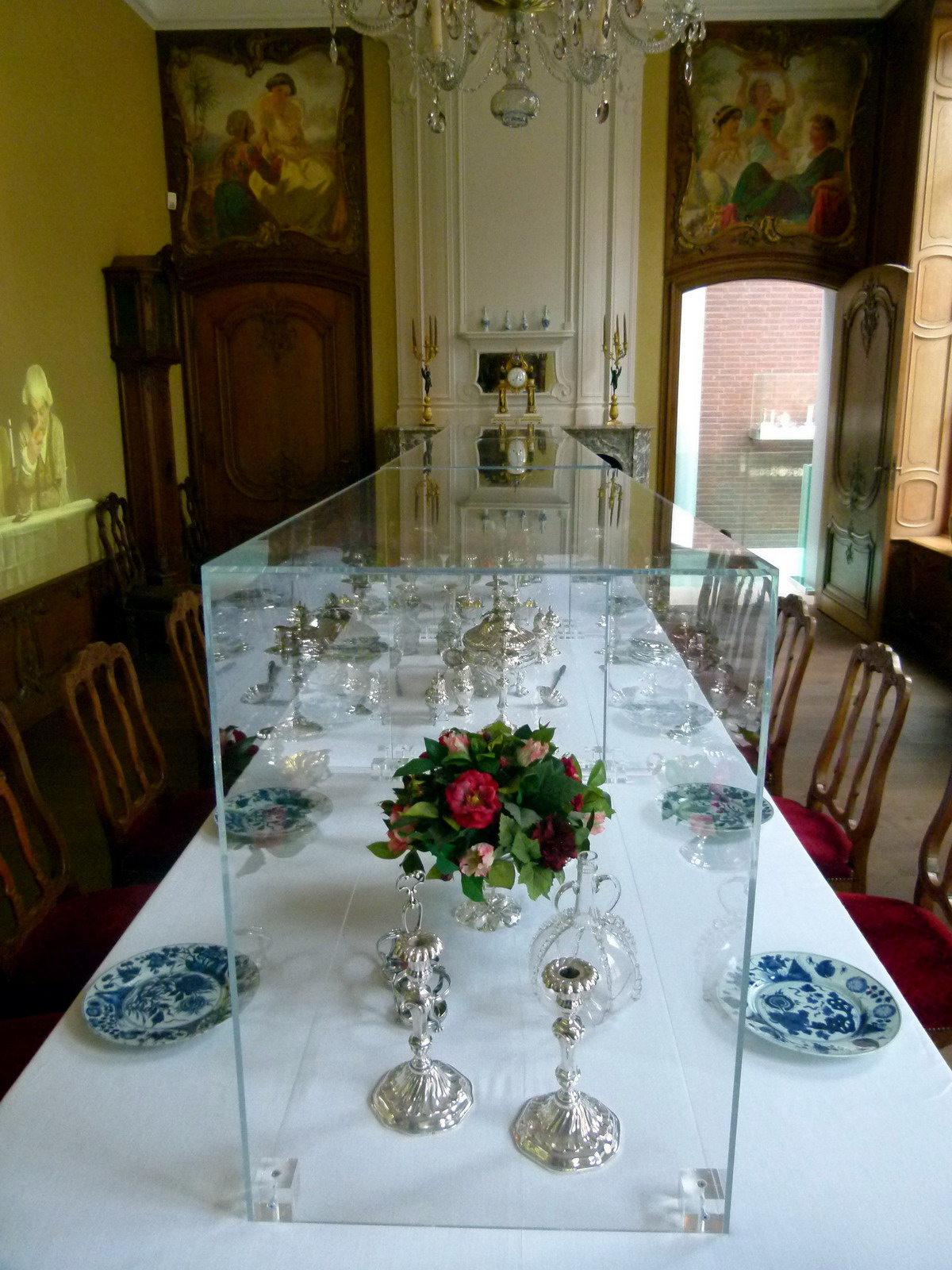
Sala TEFAF, interior
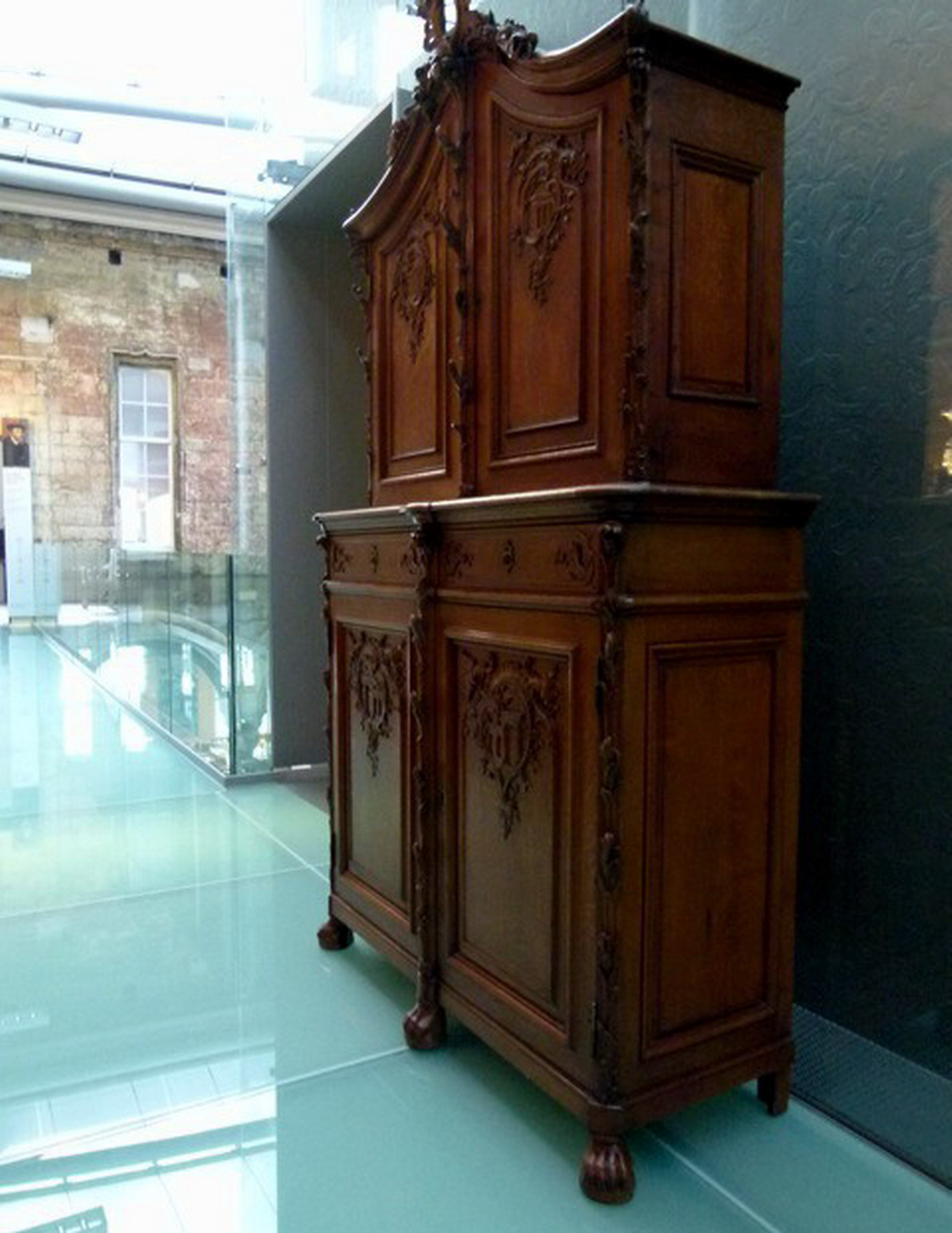
Armario des siglo XVIII
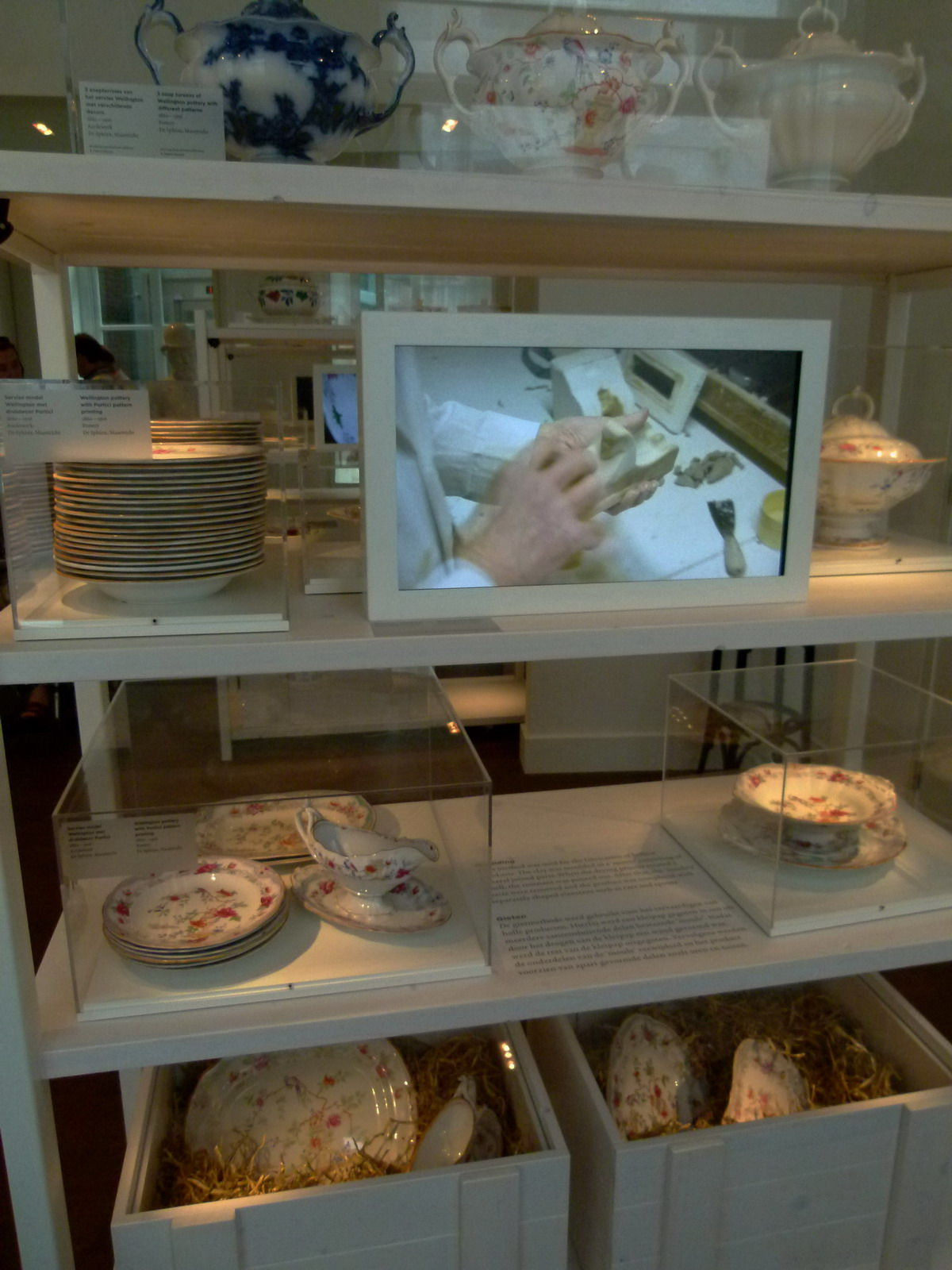
Sala Van Gulpen, cerámica de Maastricht
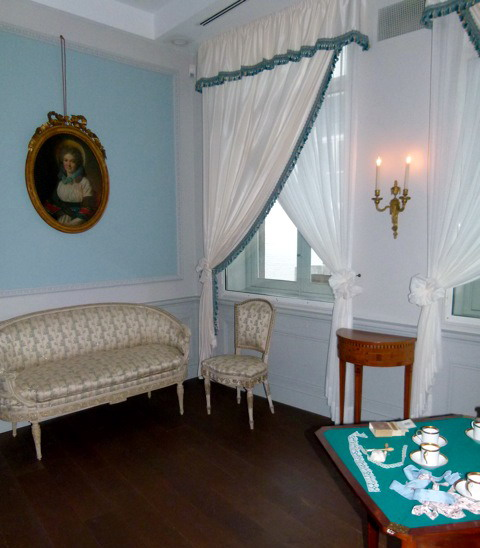
Sala Bonhomme, mobilario en estilo Empire (±1800)
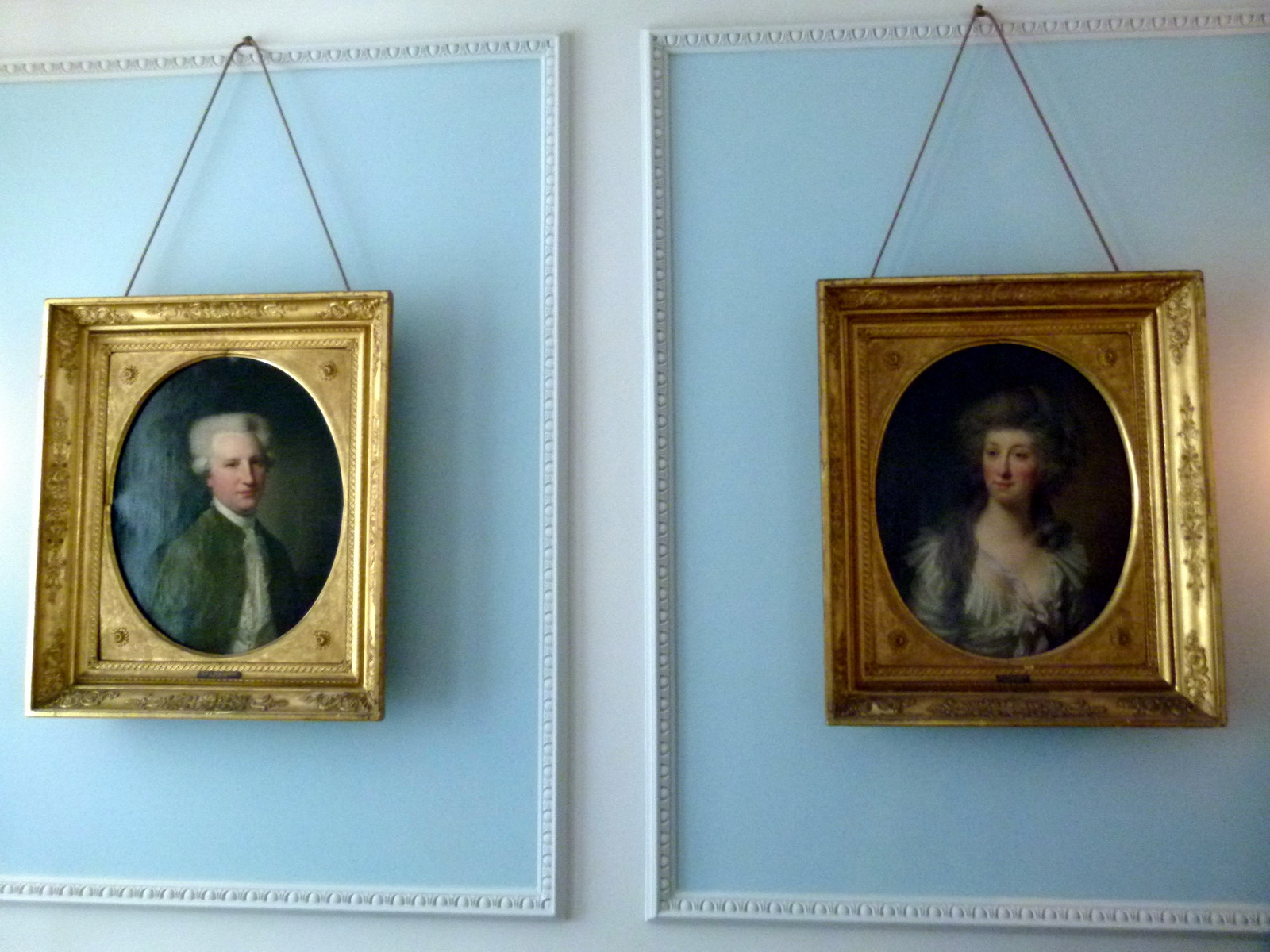
Retratos por Johann Friedrich August Tischbein